# Riquna Williams
Riquna Williams (Pahokee, 28 maggio 1990) è una cestista statunitense, professionista nella WNBA.

## Carriera
È stata selezionata dalle Tulsa Shock al secondo giro del Draft WNBA 2012 (17ª scelta assoluta).

## Statistiche

### Presenze e punti nei club
Statistiche aggiornate al 30 giugno 2014
| Stagione        | Squadra            | Competizione | Partite | Partite | Partite | Statistiche tiro | Statistiche tiro | Statistiche tiro | Altre statistiche | Altre statistiche | Altre statistiche | Altre statistiche | Altre statistiche |
| Stagione        | Squadra            | Competizione | Pres.   | Titol.  | Minuti  | Tiri da 2        | Tiri da 3        | Liberi           | Rimb.             | Assist            | Rubate            | Stopp.            | Punti             |
| --------------- | ------------------ | ------------ | ------- | ------- | ------- | ---------------- | ---------------- | ---------------- | ----------------- | ----------------- | ----------------- | ----------------- | ----------------- |
| 2012            | Tulsa Shock        | WNBA         | 33      | 3       | 671     | 116/337          | 38/117           | 75/91            | 80                | 69                | 51                | 9                 | 345               |
| 2013            | Tulsa Shock        | WNBA         | 27      | 6       | 612     | 139/350          | 45/118           | 99/110           | 64                | 49                | 27                | 7                 | 422               |
| 2013-2014       | Passalacqua Ragusa | Serie A1     | 27      | 26      | 788     | 93/211           | 47/139           | 83/118           | 190               | 37                | 58                | 9                 | 410               |
| Totale carriera |                    |              |         |         |         |                  |                  |                  |                   |                   |                   |                   |                   |

## Palmarès
- Campionato WNBA: 2

Las Vegas Aces: 2022, 2023
- WNBA Sixth Woman of the Year (2013)
- WNBA All-Rookie First Team (2012)